# Liste des marquis et ducs de Santa Elena
Le titre de duc de Santa Elena (en espagnol, duque de Santa Elena), initialement marquis de Santa Elena (marqués de Santa Elena), est un titre nobiliaire espagnol créé par le roi Alphonse XII en 1878, et élevé par Alphonse XIII en 1917 en faveur d’un membre de leur parentèle, issu de la branche de Séville de la maison de Bourbon.

## Historique
Le titre est d’abord créé par Alphonse XII le 31 octobre 1878 pour don Albert-Henri de Bourbon (Alberto Enrique de Borbón y Castellví), fils de l’infant Henri, premier duc de Séville, et de son épouse morganatique Elena de Castellví y Shelly. Le père de cette dernière, Francisco de Paula de Castellví y Fernández de Córdoba, est par ailleurs, dixième comte de Castellá, huitième comte de Carlet et douzième comte de Villanueva.
Le père d’Albert-Gonzalve, Henri de Bourbon, à qui l’on a retiré à plusieurs reprises le traitement d’infant d’Espagne, est le fils de l’infant François-de-Paule d’Espagne (1794-1865), et donc le frère de l’infant François-d’Assise, duc de Cadix, l’époux de la reine Isabelle II. Le premier duc de Séville est tué lors d’un duel par le duc de Montpensier, en 1870.
Après la mort de leur père dans ce duel, Albert-Henri et ses frères Henri et François, sont repris par la reine Isabelle II et par François-d’Assise, qui s’étaient déjà rencontré en exil, vivant à Paris, au palais de Castille.

## Liste des ducs de Santa Elena
- Alberto Enrique de Borbón y Castellví (né Valence le 22 février 1854, mort à Madrid le 21 janvier 1939), premier et seul marquis de Santa Elena (du 31 octobre 1878 au 9 juillet 1917), puis, premier duc de Santa Elena (du 9 juillet 1917[1] au 21 janvier 1939) ;
- Alberto María de Borbón y d’Ast (es) (né à Madrid le 12 février 1883, mort à Valladolid le 1er décembre 1959), fils aîné du précédent, deuxième duc de Santa Elena (du 22 juin 1951[2] au 1er décembre 1959) ;
- Alberto Enrique de Borbón y Pérez del Pulgar (né à Séville le 23 novembre 1933, mort à Madrid le 28 juin 1995), petit-fils du précédent, troisième duc de Santa Elena (du 26 mars 1960[3] au 28 juin 1995), également neuvième marquis de Santa Fe de Guardiola (1939-1981) ;
- Alfonso de Borbón y Sanchiz (es) (né à Madrid le 31 mars 1961), fils du précédent, quatrième et actuel duc de Santa Elena (depuis le 8 novembre 1995[4]), également dixième marquis de Santa Fe de Guardiola.